# Extremadura Open
Het Extremadura Open was een golftoernooi van de Europese PGA Tour dat werd gespeeld in Spanje. Het toernooi werd alleen in 1994 gespeeld. 
Het toernooi vond plaats op de Golf del Guadiana in Badajoz en werd gewonnen door de Engelse speler Paul Eales met een score van 281 (-7).